# Отношения Болгарии и Иракского Курдистана
Отношения Болгарии и Иракского Курдистана — двусторонние отношения между Болгарией и Иракским Курдистаном. Болгария представлена в Иракском Курдистане через коммерческий офис в Эрбиле с 2014 года, в то время как Курдистан не имеет представительства в Болгарии. В 2012 году президент Иракского Курдистана Масуд Барзани посетил Болгарию с официальным визитом и встретился с президентом Болгарии Росеном Плевнелиевым и премьер-министром Бойко Борисовым. В мае 2017 года президент Барзани встретился с президентом Бойко Борисовым во время официального визита в Болгарию.

## Ранние связи с социалистической Болгарией
В 1959 году Болгария и Ирак подписали культурное соглашение, позволяющее иракским студентам учиться в Болгарии. 190 курдов Ирака учились там. В начале 1960-х годов болгарское правительство заявило о поддержке прав курдов и имело в виду, что курды имеют право на существование, исповедовать и развивать свою национальную культуру. Курдский лидер Мустафа Барзани посетил Болгарию в 1960 году.
Болгария выразила поддержку улучшению отношений между правительством Ирака и курдским населением Ирака и приветствовала Курдскую декларацию от 2 ноября 1963 года, в которой было выражено мирное решение с Багдадом. В начале 1970-х годов связи между Курдистаном и Болгарией укрепились, начиная с визита делегации Болгарского земледельческого народного союза во главе с Георгием Андреевым в Курдистан. Делегация встретилась с Мустафой Барзани, который заявил, что Болгария и другие социалистические страны Европы имеют здоровые связи с Курдистаном. В июле 1970 года делегация Демократической партии Курдистана во главе с секретарём партии Хабибом Каримом посетила Софию по приглашению Отечественного фронта, а делегация Отечественного фронта во главе с Грудой Атанасовым поехала в Курдистан, чтобы посетить Мустафу Барзани в октябре того же года. Делегация ДПК также присутствовала на съезде Отечественного фронта в апреле 1972 года, где руководитель делегации Дарик Камиль Акрайи сказал, что они пытаются расширить отношения между двумя «странами» на основе антиимпериализма. В октябре 1972 года делегация Коммунистической партии Болгарии отправилась в Ирак и посетила Демократическую партию Курдистана в курдском регионе. В этот период Болгария продолжала предоставлять стипендии курдским студентам, тем самым поддерживая создание курдской интеллигенции, которая возглавит курдскую борьбу за освобождение. По словам болгарского историка Нади Филиповой, курдское сопротивление в Ираке не было серьёзной проблемой для Восточного блока.

## Укрепление связей и помощь от Болгарии
В 2008 году Иракский Курдистан импортировал стрелковое оружие и боеприпасы из Болгарии без согласия Ирака. В то время как курдские официальные лица утверждали, что Курдистану нужно оружие для борьбы с исламистами, Болгария отказалась комментировать поставку. Позже представитель МИД Драговест Драганов отрицал, что эта сделка когда-либо имела место, и курдское правительство также отрицало это. В 2012 году заместитель премьер-министра Болгарии Симеон Дянков посетил Иракский Курдистан для развития сотрудничества, особенно в финансовом, культурном и сельскохозяйственном секторах. В 2013 году министр иностранных дел Болгарии Николай Младенов посетил курдского премьер-министра Нечирвана Барзани в Эрбиле. В 2014 году заместитель министра экономики и энергетики Болгарии Красин Димитров посетил Эрбиль, чтобы укрепить двусторонние отношения и подготовить почву для открытия консульства Болгарии в регионе. Позже в том же году, когда ИГИЛ вторглось в Ирак летом 2014 года, Болгария решила отправить военную помощь курдским солдатам (пешмерга). Помощь состояла из автоматов и патронов на сумму 6 миллионов левов. В 2015 году министр иностранных дел Курдистана Фалах Мустафа встретился с министром иностранных дел Болгарии Даниэлем Митовым на Globsec 2015, выразив желание углубить связи. Мустафа и Митов также встретились на Globsec 2016.